# Shin'yō
Ne doit pas être confondu avec Shin'yō (porte-avions).

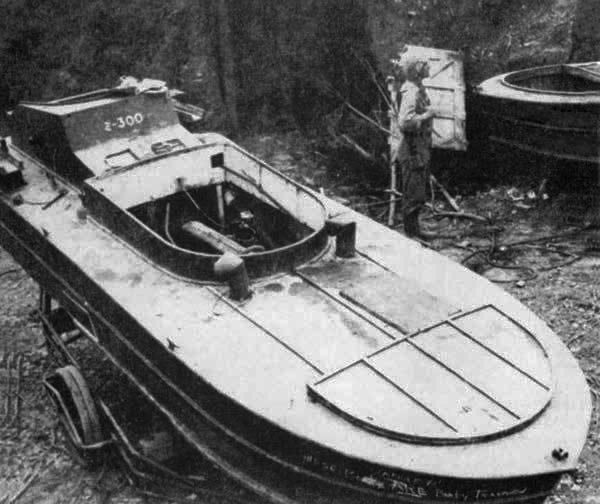
Un shin'yō, photographié en 1945.

Un shin'yō est une vedette-suicide armée d'un peu plus de 250 à 300 kilos d'explosifs[réf. nécessaire]. Ils ont été mis au point par le Japon pendant la Seconde Guerre mondiale, dans le cadre du programme des unités spéciales d'attaque japonaises (en). 

## Caractéristiques

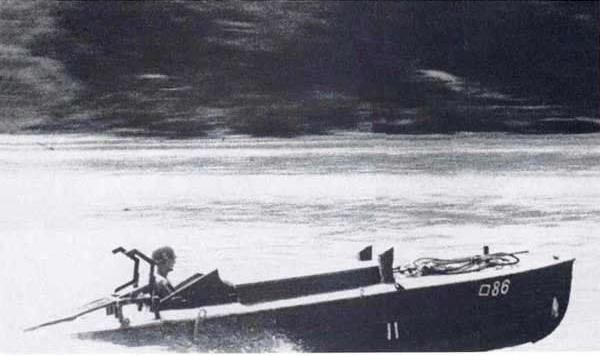
Un shin'yō au cours d'essais menés en 1945 par un officier américain.

Les shin'yō étaient des vedettes rapides, manœuvrées par un seul homme, et qui pouvaient atteindre une vitesse de 55 km/h. Elles pouvaient être armées, soit de deux grenades anti-sous-marines, soit d'une charge explosive montée à la proue. Les vedettes équipées de grenades sous-marines n'étaient pas des vedettes kamikazes à proprement parler, puisque leur but était de larguer les charges et de faire demi-tour avant leur explosion. Bien que les chances de survie à la vague créée par l'explosion puissent sembler bien minces, un certain nombre de pilotes de ces vedettes ont réussi à en réchapper.
Environ 6 200 shin'yō ont été produits pour la marine impériale japonaise et 3 000 maru-ni pour l'armée impériale japonaise. Environ 400 bateaux ont été transportés à Okinawa et à Formose, et le reste a été entreposé sur les côtes japonaises en vue de l'ultime tentative d'invasion attendue contre le Japon lui-même. L'utilisation principale effective de ces vedettes a eu lieu au cours de la campagne des Philippines de 1944-1945 depuis leur base de Piso Point.